# 胡芝風
胡芝風（1938年12月—），女，中国京劇演員、戏剧学者，工旦行，研究生文化，中國共產黨党员，現在是中國藝術研究院戲曲研究所研究員（正高級職稱）、碩士研究生導師。

## 生平
在上海出生，祖籍浙江紹興，1959年經周信芳推薦，在北京清華大學讀書的她拜梅蘭芳為師。1960年起在蘇州市京劇團工作。1981年，她的代表作《李慧娘》拍成京劇電影，得到中華人民共和國文化部優秀影片獎。1985年到中國藝術研究院讀研究生班，畢業后留院工作。1993年起得到中華人民共和國國務院發給特殊貢獻專家證書和津貼。曾到意大利、美國、丹麥、新加坡、香港等表演京劇或講學。

## 著作
著有《藝海風帆》、《胡芝風談藝》、《戲曲舞台藝術創作規律》等書和《戲曲演員創造角色論》、《戲曲藝術二度創作論》等論述。